# Werner Büchly
Werner Büchly (auch Büchli; * 8. April 1871 in Lenzburg; † 11. Dezember 1942 ebenda) war ein Schweizer Maler, Grafiker und Zeichner.

## Leben
Er verbrachte seine Kindheit und Jugend gemeinsam mit fünf Geschwistern in Lenzburg. Zu seinen Lehrern an der Kantonalen Gewerbeschule gehörte der Kunstmaler Max Wolfinger. Im Anschluss an die obligatorische Schulzeit besuchte er für drei Jahre die Kunstgewerbeschule in Karlsruhe.
Zehn Jahre lang war Werner Büchly danach als wissenschaftlicher Zeichner anatomischer Präparate an der Universität Basel tätig, unter anderem bei Julius Kollmann. Im Zusammenhang mit dieser Anstellung zeichnete er beispielsweise alle Grafiken für dessen Band Plastische Anatomie des menschlichen Körpers. Für Künstler und Freunde der Kunst.
Daraufhin kehrte er nach Lenzburg zurück und war dort als Maler tätig. Er nahm 1897 am Bundeswettbewerb für den Mosaik-Aussenschmuck des Schweizerischen Landesmuseums in Zürich teil, wobei er den zweiten Platz belegte. In Zusammenarbeit mit dem Architekten Albert Froelich gestaltete er ab 1904 unter anderem Teile der Abdankungshalle Rosengarten in Brugg, des Krematoriums Aarau, des Krematoriums Sihlfeld Zürich und des Vindonissa-Museums in Brugg.
Weitere Werke im öffentlichen Raum sind vier grosse Bilder von Wilhelm Tell, Johann Heinrich Pestalozzi, Arnold Winkelried und Huldyrch Zwingli am Schulhaus Angelrain in Lenzburg. Ebenfalls in Lenzburg befindet sich an der Poststrasse der Fahnenträger. In der Kirche Othmarsingen stellte er zudem die Propheten dar. Ähnliche Bilder zieren auch das Schulhaus in Rupperswil oder die Turnhalle in Oberentfelden.
Nach seinem Tod 1942 geriet Werner Büchly in Vergessenheit, obwohl zahlreiche seiner Bilder den aargauischen öffentlichen Raum nach wie vor prägen. Zu seinem 150. Geburtstag widmete ihm das «Ikonenmuseum Schweiz» im Museum Burghalde Lenzburg eine Einzelausstellung mit dem Titel Helden und Propheten.